# Svinná
Svinná (bis 1927 slowakisch „Svina“; ungarisch Bercsény – bis 1907 Szvinna) ist eine Gemeinde im Nordwesten der Slowakei mit 1594 Einwohnern (Stand 31. Dezember 2024) und gehört zum Okres Trenčín, einem Teil des Trenčiansky kraj.

## Geographie
Die Gemeinde befindet sich in den nordwestlichen Ausläufern des Hügellands Nitrianska pahorkatina (Teil des slowakischen Donautieflands) und wird vom Bach Svinica (auch Svinnica, Flusssystem Bebrava) durchflossen. Die umliegende Landschaft wird von den Gebirgen Považský Inovec im Westen und Strážovské vrchy im Norden geprägt. Das Ortszentrum liegt auf einer Höhe von 248 m n.m. und ist elf Kilometer von Bánovce nad Bebravou sowie 19 Kilometer von Trenčín entfernt.
Nachbargemeinden sind Neporadza im Norden, Bobot im Nordosten, Horňany im Osten, Malá Hradná im Süden, Veľká Hradná im Südwesten und Trenčianske Jastrabie und Trenčianske Mitice im Westen.

## Geschichte
Der Ort wurde zum ersten Mal 1439 als Zwynna schriftlich erwähnt und gehörte zuerst zum Gut der Burg Trentschin und seit etwa 1550 zum Herrschaftsgut von Banowitz. Am 9. August 1663 wurde das Dorf von den Türken heimgesucht und niedergebrannt. 1828 zählte man 36 Häuser und 264 Einwohner, die in der Landwirtschaft beschäftigt waren. 1913 kam der Nachbarort Malá Neporadza (damals ungarisch Kisbercsény – bis 1907 Kisneporác) zur Gemeinde.
Bis 1918 gehörte der im Komitat Trentschin liegende Ort zum Königreich Ungarn und kam danach zur Tschechoslowakei beziehungsweise heute Slowakei.

## Bevölkerung
| Jahr                | 1994 | 2004    | 2014    | 2024    |
| ------------------- | ---- | ------- | ------- | ------- |
| Anzahl der Personen | 1501 | 1516    | 1588    | 1594    |
| Unterschied         |      | +0,99 % | +4,74 % | +0,37 % |

| Jahr                | 2023 | 2024    |
| ------------------- | ---- | ------- |
| Anzahl der Personen | 1603 | 1594    |
| Unterschied         |      | −0,56 % |

Nach der Volkszählung 2011 wohnten in Svinná 1585 Einwohner, davon 1474 Slowaken, vier Tschechen, zwei Magyaren und ein Pole. 104 Einwohner machten diesbezüglich keine Angabe. 1330 Einwohner bekannten sich zur römisch-katholischen Kirche, 17 Einwohner zur evangelischen Kirche A. B., sechs Einwohner zur griechisch-katholischen Kirche und jeweils ein Einwohner zur evangelisch-methodistischen Kirche, zur orthodoxen Kirche sowie zur tschechoslowakisch-hussitischen Kirche; fünf Einwohner bekannten sich zu einer anderen Konfession. 86 Einwohner waren konfessionslos und bei 138 Einwohnern wurde die Konfession nicht ermittelt.

## Bauwerke
- römisch-katholische Kreuzerhöhungskirche aus dem Jahr 1923
- Denkmal an Gefallene des Zweiten Weltkrieges